# Oscar Blumenthal
Oscar Blumenthal, psáno též Oskar Blumenthal (13. března 1852, Berlín, Pruské království – 24. dubna 1917 tamtéž), byl německý spisovatel, literární kritik a dramatik a také šachový skladatel.

## Život
Jako literární vědec se stal známým zejména vydáním sebraných spisů Christiana Dietricha Grabbeho (1878). Kromě toho byl přispěvatelem několika literárních časopisů.
Byl známý recenzent a pracoval v letech 1875 až 1887 pro noviny Berliner Tageblatt. Pro ostrost svých kritik byl znám též jako „blutiger Oskar“ („krvavý Oskar“). V letech 1888 až 1897 byl ředitel Lessingova divadla (Lessingtheater) v Berlíně; v letech 1894 to 1895 navíc i ředitelem Berliner Theater. Od roku 1898 se věnoval výlučně literatuře.
Vedle toho byl Blumenthal šachistou a šachovým skladatelem, které v roce 1902 zavedl pojem miniatura pro šachovou kompozici s nejvýše sedmi šachovými kameny. Od roku 1871 je od něj známo 95 takových miniatur, jež zveřejňoval převážně v Deutscher Wochenschach. Psal také šachové fejetony, které vycházely v letech 1891–94 v eníku Rigaer Tageblatt a později v berlínském vydavatelství de Gruyter. Roku 1902 vydal populární sbírku šachových problémů Schachminiaturen, o rok později doplněnou dalším dílem.
Spolu s Gustavem Kadelburgem napsal několik veseloher, z nichž nejznámější se stala U bílého koníčka (Im weißen Rößl). Napsali ji v roce 1896 během společného pobytu ve Ville Blumenthal v blízkosti Bad Ischlu a stala se později předlohou světoznámé stejnojmenné operety.
Pohřben je na židovském hřbitově v Berlíně-Weißensee. Ve čtyřech berlínských čtvrtích po něm byly pojmenovány ulice.

## Literární díla

### Sbírky povídek
- Allerhand Ungezogenheiten, Lipsko, 1874
- Für alle Wagen und Menschenklassen, Lipsko 1875;
- Bummelbriefe, Gdaňsk 1880;

### Veselohry
- Der Probepfeil, 1882
- Die große Glocke, 1887
- Der schwarze Schleier 1887
- Der Zaungast, 1889
- Großstadtluft, 1891 (s Gustavem Kadelburgem)
- Heute und Gestern, 1892 (s Gustavem Kadelburgem)
- Hans Huckebein, 1897 (s Gustavem Kadelburgem)
- Die strengen Herren, 1900 (s Gustavem Kadelburgem)
- Im Weißen Rößl, 1898 (s Gustavem Kadelburgem)
- Merkzettel, 1898
- Matthias Gollinger, 1898 (s M. Bernsteinem)
- Verbotene Stücke, 1900

### Krátké básně
- Gesammelte Epigramme, 1890

### Šachové kompozice
- Schachminiaturen. Eine Problemsammlung. 1902
- Schachminiaturen – Neue Folge. Veit & Comp. Leipzig 1903